# Manuel Viturro y Somoza
Manuel Viturro y Somoza, nacido en La Coruña en enero de 1904 y fallecido en Madrid el 27 de enero de 1977, fue un diplomático español.

## Trayectoria
Hijo de Manuel Viturro Posse. Estudió Derecho en la Universidad de Santiago de Compostela e ingresó en la carrera diplomática en 1928, siendo su primer destino secretario de la Embajada de España en El Cairo en 1929. Fue ministro consejero en la Embajada de Buenos Aires (1955), cónsul general en Argel (1958) y embajador en Santo Domingo (1963-1964) y Finlandia (1964-1972).
Contrajo matrimonio con María Soledad de la Torre Fernández Latorre y era padre del también diplomático Manuel Viturro de la Torre.